# Micaria cyrnea
Espèce
Synonymes
- Arboricaria cyrnea (Brignoli, 1983)

Micaria cyrnea est une espèce d'araignées aranéomorphes de la famille des Gnaphosidae.

## Distribution
Cette espèce se rencontre en France en Corse, en Italie et en Grèce.

## Description
Les mâles mesurent de 1,8 à 2,6 mm et la femelle 2,2 mm.

## Publication originale
- Brignoli, 1983 : Ragni d'Italia XXXIV. Le specie descritte da G. Canestrini (Araneae). Atti XIII Congresso Nazionale Italiano di Entomologia, Sestriere-Torino, p. 561-567.